# 6404 Vanavara
6404 Vanavara è un asteroide della fascia principale del diametro medio di circa 20,93 km. Scoperto nel 1991, presenta un'orbita caratterizzata da un semiasse maggiore pari a 3,0638219 UA e da un'eccentricità di 0,0921408, inclinata di 4,27488° rispetto all'eclittica.